# Kirche St. Prokop und Barbara

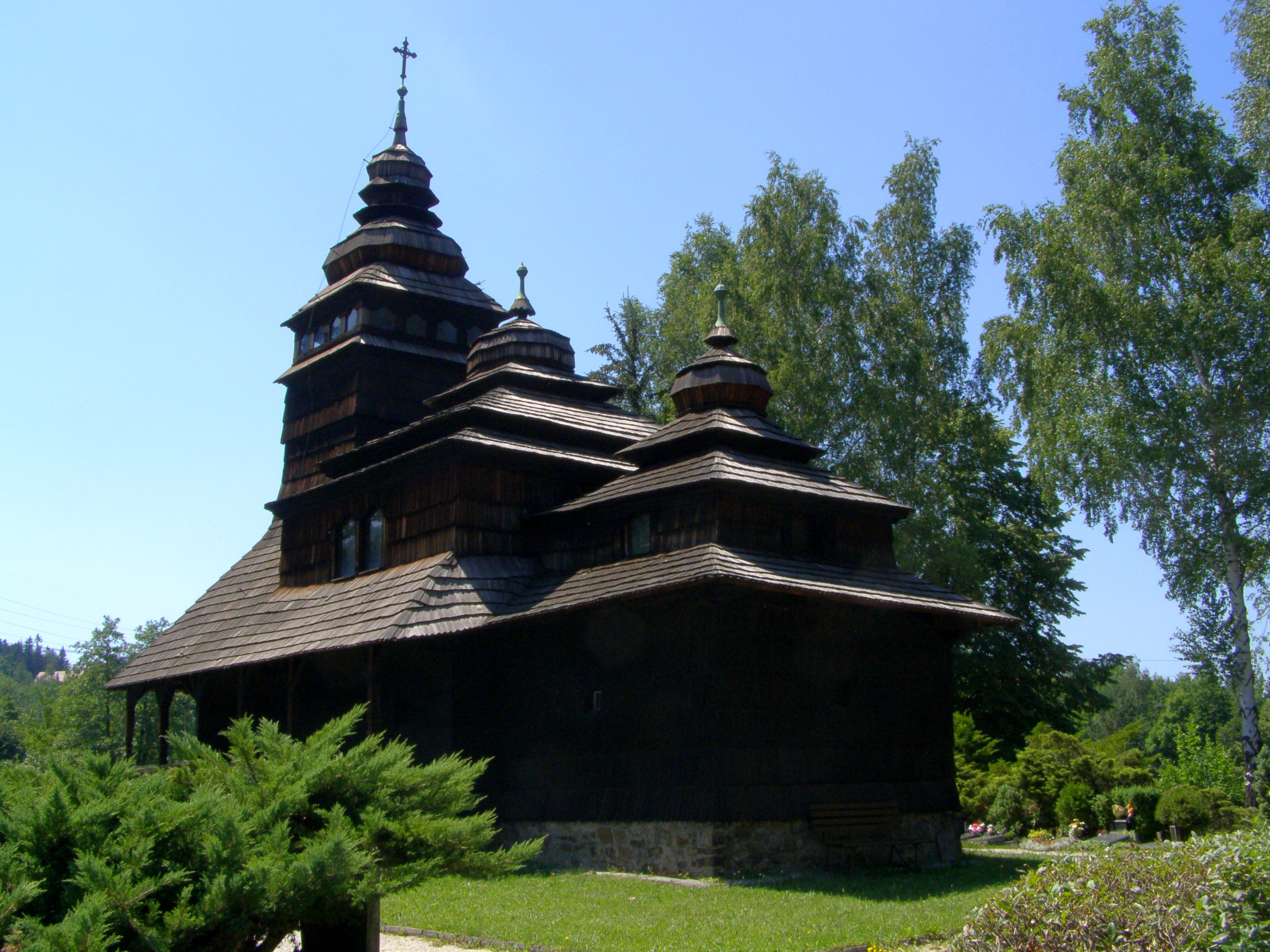
Russisches Kirchlein in Kunčice pod Ondřejníkem

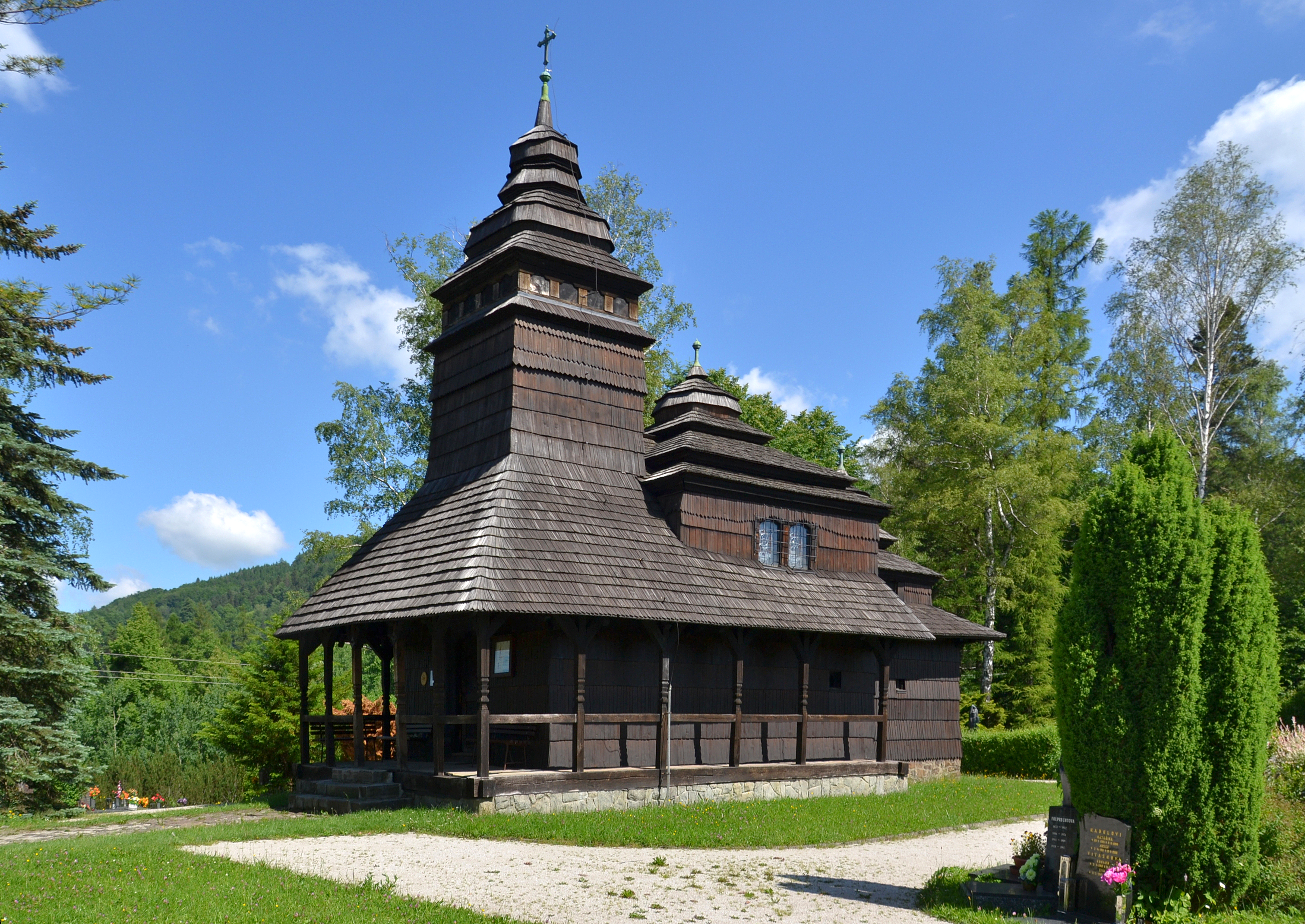

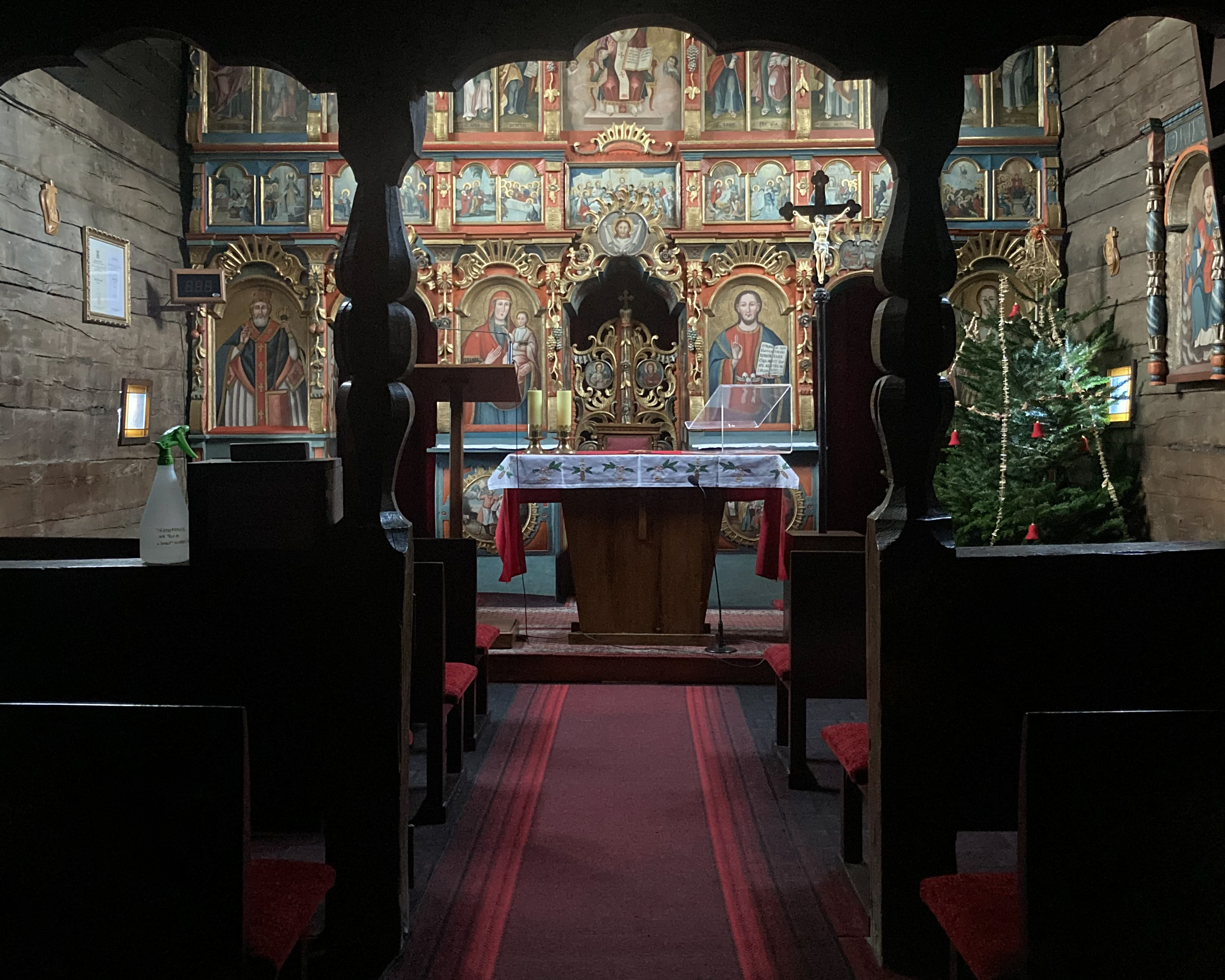
Innenraum, Blick in Richtung Ikonostase

Die Holzkirche St. Prokop und Barbara (tschechisch Kostel sv. Prokopa a Barbory), auch als Russisches Kirchlein bezeichnet, befindet sich seit 1931 in der Gemeinde Kunčice pod Ondřejníkem im mährischen Beskidenvorland, Tschechien. Die frühere Dorfkirche von Hliňanec bei Čiňadovo ist eine der sechs karpatenrussischen Kirchen, die vor dem Zweiten Weltkrieg innerhalb der Tschechoslowakei umgesetzt wurden.

## Geschichte
Die griechisch-katholische Kirche des Erzengels Michael in Hliňanec wurde am Übergang des 17. zum 18. Jahrhundert errichtet.
1926 erwarb der Generaldirektor der Witkowitzer Steinkohlenwerke, Eduard Šebela eine walachischer Volksbauweise nachempfundene hölzerne Villa im oberen Teil von Velké Kunčice pod Radhoštěm, die er zu seinem Sommersitz machte und mit einem Park umgeben ließ.
Während einer Reise nach Karpatenrussland erregte die Kirche von Hliňanec bei Čiňadovo im Okres Svalava sein Interesse. Šebela erwarb 1928 die Kirche für 24.000 Kronen und ließ sie abtragen, um sie auf Kosten des Verschönerungs-Vereins originalgetreu und restauriert gegenüber seiner Villa auf dem Platz „Na Humenci“ aufzustellen. 
Am 23. August 1931 wurde die Kirche durch den Olmützer Weihbischof Jan Stavěl den Schutzheiligen der Bergleute geweiht. Das mit Ikonen ausgestattete Kirchlein ist ein typischer Kirchenbau der Karpatenukraine.
Unter der Bevölkerung kursierte auch das Gerücht, dass Šebela die Kirche für die Hochzeit seiner Tochter erworben haben soll. Jedoch erfolgte die in der Kirche abgehaltene Prunkhochzeit von Milada Šebelová mit Eduard Friedrich Wilhelm Leo Heinrich Johannes Maria Graf Larisch-Mönnisch erst sechs Jahre später, am 16. Dezember 1937. Die Ehe selbst verlief wenig glücklich, nach der Geburt des Sohnes Karl (* 1938) wurde sie 1942 wieder geschieden.